# Madonna col Bambino tra i santi Giovanni Battista e Pietro martire
La Madonna col Bambino tra i santi Giovanni Battista e Pietro martire è un dipinto realizzato da un anonimo collaboratore di Michelino da Besozzo conservato alla pinacoteca del Castello Sforzesco di Milano.

## Storia e descrizione
Il dipinto, in origine affresco sull'ingresso dell'oratorio dell'oggi demolita chiesa di San Giovanni Decollato alle Case Rotte, fu realizzato probabilmente nel terzo decennio del Quattrocento, data di conclusione dei lavori per l'oratorio. Il dipinto mostra la Madonna circondata da Giovanni Battista nell'atto di tenere in mano la propria testa recisa, e da Pietro Martire raffigurato con la spada sulla testa, strumento del suo martirio. Di attribuzione non univoca, lo schema e le delicate sembianze della Madonna mutuati dallo sposalizio mistico di santa Caterina sembrano fare chiarezza sull'appartenenza del pittore quantomeno all'ambito di Michelino da Besozzo, che contrastano tuttavia con lo spinto naturalismo e caratterizzazione macabra dei santi, scelta tuttavia in linea con la confraternita titolare dell'oratorio deputata all'assistenza dei condannati a morte.